# The Quicksilver Trilogy
The Quicksilver Trilogy (wörtlich: Die Quecksilber-Trilogie; in den USA: The Dreamtime Trilogy) ist eine dreiteilige Fantasyromanreihe des britischen Schriftstellers Stan Nicholls.

## Publikationsgeschichte
Die Trilogie wurde 2003 mit der Veröffentlichung von Quicksilver Rising im Vereinigten Königreich eröffnet und in den Folgejahren mit Quicksilver Zenith und Quicksilver Twilight fortgesetzt. Die Originalausgaben erschienen allesamt bei Voyager, einem britischen Imprint des Verlags HarperCollins. Der US-amerikanische Verleger Eos, ebenfalls ein Imprint von HarperCollins, änderte die Titel der Überseeausgaben bei ihrer Veröffentlichung im Januar 2005 zu The Convenant Rising, The Righteous Blade und The Diamond Isle, die Bezeichnung der gesamten Reihe in The Dreamtime Trilogy, da zeitgleich mit Nicholls’ Trilogie der Roman Quicksilver von Neal Stephenson in den USA erschien.
In Deutschland erschienen die Einzelbände in einer Übersetzung von Jürgen Langowski unter den Titeln Der magische Bund (2004), Das magische Zeichen (2005) und Die magische Insel (2006) im Heyne Verlag. Auf dem französischen Buchmarkt wurde die Reihe zwischen 2004 und 2007 unter dem Titel Vif-Argent (zu Deutsch: Quecksilber) beim Verlag Bragelonne veröffentlicht. In Russland sind die ersten beiden Romane seit 2005 als Магия цвета ртути (wörtlich: Die Magie der Farbe des Quecksilbers) und Магия цвета крови (wörtlich: Die Magie der Farbe des Blutes) im Verlag Eksmo erhältlich.

## Handlung
Im Land Bhealfa wird die soziale Struktur durch Magie definiert und kontrolliert. Die teuersten und stärksten Zaubersprüche können nur von der höheren Schicht ausgeübt werden und somit die gesamte Bevölkerung kontrolliert werden. Die bekannte Welt wird von zwei konkurrierenden Reichen beherrscht. Diese greifen gegen Unruhen und Rebellionen immer härter durch und nicht nur die armen Bürger sehnen sich nach einer Neustrukturierung der Gesellschaft und Politik.
Reeth Caldason ist einer der letzten Überlebenden einer Kriegerrasse, die vor einigen Jahren brutal vernichtet wurde. Geschlagen mit Zeiten von Blindheit und unkontrollierbarer Wut ist er gewillt, durch die Welt zu wandern, um nach Rache für sein Volk und Heilung für sein scheinbar magisches Leiden zu suchen.
Auf seiner Reise trifft er auf ungleiche Gefährten, die sich alle einem geheimnisvollen Bund, dem Widerstand, anschließen. Dieser setzt sich aus der Bruderschaft der gerechten Klinge, einer patriotischen Bewegung, dem Bund, einer Vereinigung freier Magier, und vielen anderen „Rebellen“ zusammen, die sich aufgrund persönlicher oder allgemeiner Unterdrückung entschieden haben, aktiv gegen die Ungerechtigkeiten der Regierung vorzugehen.
Währenddessen gibt es Berichte über einen Kriegsherren, der in den nördlichen Einöden große Eroberungen gemacht haben soll. Die Reiche sind deswegen zunächst nicht sonderlich besorgt, versuchen aber trotzdem, Informationen über diesen sogenannten „Zerreiss“ zu erhalten.
Der Widerstand verfolgt den Plan, eine unabhängig von beiden Reichen verwaltete Insel dem privaten Eigentümer abzukaufen und einen neuen, unabhängigen Staat zu gründen. Während der Umsetzung laufen Anschläge und Überfälle auf Regierungsbehörden parallel weiter, was zu einem härteren Durchgreifen ihrerseits führt. Die Lage spitzt sich zu und im denkbar schlechtesten Moment fällt der Widerstand einem schwerwiegenden Verrat zum Opfer. Nur ein Bruchteil der ursprünglich geplanten Menge erreicht die sogenannte Diamant-Insel.
Die beiden Reiche sehen sich angesichts dieser direkten Rebellion gezwungen, einen massiven Gegenschlag durchzuführen, da sie vor dem jeweils anderen keine Schwäche zeigen wollen. Als die beiden Flotten sich vereinen, um das gemeinsame Problem zu beseitigen, steht die Verteidigung der Insel nur mäßig und die Tage des Widerstandes scheinen gezählt. Nur Reeth Caldason, der sich auf die Suche nach der legendären „Quelle“ gemacht hat, da er sich Heilung durch diese erhofft, kann im letzten Moment den Untergang verhindern. Mit Hilfe der „Quelle“ hat er es geschafft, seine angeborenen Kräfte zu erkennen, und kann den Ansturm behindern. Genau in diesem Moment erreicht Zerreiss´ Flotte die Insel und es kommt zur Kapitulation des Heeres der Reiche.
Durch die „Quelle“ erfährt der Widerstand nun auch die Wahrheit über die Herrscher beider Reiche, da diese nah mit Reeths Herkunft zu tun hat. Es stellt sich heraus, dass die Herrscher die letzten Überlebenden der legendären „Gründer“ sind, die vor Jahrtausenden die Welt bewohnt haben sollen. Zerreiss beendet mit seinem Erscheinen die bis dahin bekannte Weltordnung, da er die angeborene Gabe besitzt, Magie zu entfernen, und somit die Illusionen um die Gründer entfernt und ihr wahres Ich darlegt.  Die neue Welt soll nun von der einzigen rechtschaffenen, gut organisierten Kraft aufgebaut werden: dem Widerstand.

## Buchausgaben

### Englischsprachige Originalausgaben
- Stan Nicholls: Quicksilver Rising. HarperCollins/Voyager, 2003. ISBN 978-0-00-714153-1.
- Stan Nicholls: Quicksilver Zenith. HarperCollins/Voyager, 2004. ISBN 978-0-00-723526-1.
- Stan Nicholls: Quicksilver Twilight. HarperCollins/Voyager, 2005. ISBN 978-0-00-714149-4.

### Deutschsprachige Ausgaben
- Stan Nicholls: Der magische Bund. Heyne, München 2004, ISBN 3-453-87906-6.
- Stan Nicholls: Das magische Zeichen. Heyne, München 2005, ISBN 3-453-53022-5.
- Stan Nicholls: Die magische Insel. Heyne, München 2006, ISBN 3-453-53025-X.